# The Ocean
För singeln av Mike Perry, se The Ocean (låt av Mike Perry).
The Ocean, är en låt skriven av Jimmy Page, John Paul Jones, John Bonham och Robert Plant, framförd av Led Zeppelin på albumet Houses of the Holy släppt 1973. Låten refererar till havet av fans som fanns framför scenen under konserterna. Den spelades live under 1972-1973 års turnéer. 